# Henry Litolff

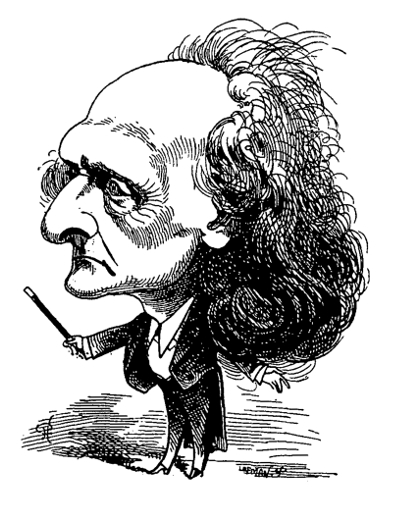
Caricatura de Litolff dibujada por Georges Lafosse y publicada en 1875 en la revista satírica Le Trombinoscope, escrita por Touchatout.

Henry Charles Litolff (Londres, 6 de febrero de 1818 - Bois-Colombes, 6 de agosto de 1891) fue un pianista y compositor romántico, fundador de la editora musical Litolff, muy importante para la difusión de autores clásicos y contemporáneos.

## Biografía
Hijo de alsaciano y escocesa, su padre, violinista y soldado en las tropas napoleónicas, había llegado a Londres preso tras la Guerra de la Independencia Española.
Con  doce años tocó para Ignaz Moscheles, quien quedó impresionado por su talento y lo tomó bajo su tutela, dándole clases gratuitas a partir de 1830. Desde los catorce años Litolff empezó a dar conciertos y recitales. Las clases con Moscheles continuaron hasta 1835, cuando Litolff, con diecisiete años, se fugó al pueblo escocés de Gretna Green para casarse con Elisabeth Etherington, una muchacha de dieciséis. La pareja se trasladó a Melun y después a París, donde Litolff obtuvo el patrocinio del constructor de pianos Jean-Henry Pape. El propio Pape consiguió que François-Joseph Fétis le ofreciera a Litolff un puesto de profesor en el Conservatorio Real de Bruselas. Tras abandonar a Elisabeth se instaló en Varsovia, donde fue director del Teatro Nacional. En 1844 viajó por Alemania, dio conciertos e impartió clase a Hans von Bülow. Regresó al Reino Unido con la intención de conseguir el divorcio, pero su plan fracasó y terminó en la cárcel y condenado a pagar una elevada multa. Abandonó el Reino Unido y embarcó hacia los Países Bajos. Hizo amistad con el editor musical Gottfried Meyer y consiguió la ciudadanía del ducado de Brunswick. Gracias a esto, pudo divorciarse de Elisabeth y, tras la muerte de Meyer, se desposó con su viuda, Julie. Este matrimonio duró de 1851 a 1858, fecha en la que se divorciaron y en la que Litolff regresó de nuevo a París.

## Litolff y Liszt
La influencia y admiración mutua entre Franz Liszt y Litolff es evidente. Ambos músicos eran grandes pianistas y compositores. Se conocieron en 1840, mantuvieron amistad y Litolff se convirtió en defensor e intérprete de la música pianística de Liszt, quien le dedicó su Concierto para piano y orquesta n.º 1 en mi bemol mayor. Tanta fue su relación que algunos historiadores atribuyen a la influencia de Litolff el que Liszt denominara esta obra como concerto symphonique en la versión manuscrita de la partitura, aunque luego se ha demostrado que Liszt ya usaba este término con anterioridad a conocer a Litolff. En 1854 Litolff estaba en plena gira de conciertos y visitó a Liszt en Weimar, donde le enseñó su manuscrito del Concierto sinfónico n.º 4, que causó en Liszt gran impresión. Litolff invitó a Liszt a participar en los festivales de música que organizaba en Brunswick.

## Obras orquestales

### LosConciertos Sinfónicos
Las obras principales de Litolff son los cinco Conciertos Sinfónicos para piano y orquesta, una suerte de sinfonías con piano solista. De ellos, sólo se interpreta con regularidad el Scherzo del Concierto n.º 4.
- Concierto Sinfónico n.º 1 en re menor. No se conserva íntegro y sólo quedan de él algunos fragmentos.
- Concierto Sinfónico n.º 2 en si menor, Op. 22 (1844)
- Concierto Sinfónico n.º 3 en mi bemol, Op. 45 (c. 1846)
- Concierto Sinfónico n.º 4 en re menor, Op. 102 (c. 1852)
- Concierto Sinfónico n.º 5 en do menor, Op. 123 (c. 1867)

### LosDramas SinfónicosuOberturas
Son unos poemas sinfónicos basados en acontecimientos históricos de carácter revolucionario que posteriormente fueron retitulados como oberturas.
- Drama sinfónico n.º 1 Maximilien Robespierre  (Obertura Robespierre), Op. 55. Su título original fue El último día del Terror (Le dernier Jour de la Terreur, (c.1850-52). Fue una de las músicas que acompañaron al estreno de El acorazado Potemkin de Sergei Eisenstein, tocada en vivo por la Orquesta del Teatro Bolshói, dirigida por Yuri Fayer.[5]
- Drama sinfónico n.º 2 Los girondinos (Obertura trágica), Op. 80 (c.1850-52).
- Drama sinfónico n.º 3 Los güelfos (Obertura heroica), Op. 99 (c.1850-52).
- Drama sinfónico n.º 4 Canto de los belgas (Obertura dramática), Op. 101 (c.1850-52).

## Óperas y operetas
- Salvator Rosa, 1845.
- Catherine Howard, 1847.
- Die Braut vom Kynast, grand opéra romantique basada en Ernst August Friedrich Klingemann, 1847.
- Rodrique de Tolède, ópera, 1860.
- Le Chevalier Nahal ou La Gageure du diable, opéra comique, 1866.
- La Boîte de Pandore, opéra bouffe en tres actos, con libreto de Théodore Barrière. Estrenada en el Teatro Folies-Dramatiques, el 17 de octubre de 1871.
- Héloise et Abélard, opéra comique, 1872.
- La Belle au bois dormant (estrenada en el Teatro del Châtelet, 1874).[6]
- La Fiancée du roi de Garbe (opéra comique estrenada en el teatro Folies-Dramatiques, París, 1874).[7]
- La Mandragore, drama lírico en tres actos. Libreto de M. Brésil, basado en Joseph Balsamo de Alejandro Dumas y Auguste Maquet. Estrenado en el Teatro de las Fantaisies-Parisiennes de Bruselas el 29 de enero de 1876.[8]
- Les Templiers, ópera en cinco actos y siete cuadros, con libreto de Jules Adenis, Armand Silvestre y Lionel Bonnemère. Estrenada el 25 de enero de 1886 en el Teatro de la Monnaie, Bruselas.[7]
- L'Escadron volant de la reine, opéra comique, 1888.
- Le roi Lear, ópera, c. 1890. Libreto de Jules y Eugène Adenis, basado en los textos de Raphael Holinshed y en la la obra teatral homónima de Shakespeare.[9]